# STS-63

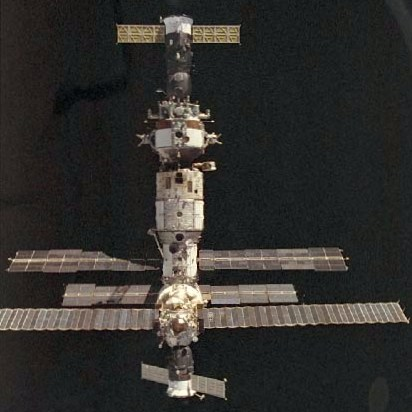
Mir s ukotvenou kosmickou lodí Sojuz TM-20 při pohledu z raketoplánu Discovery

STS-63 byla mise amerického raketoplánu Discovery. Cílem letu byly vědecké experimenty v mikrogravitační laboratoři Spacehab-3 a přiblížení se (ovšem ne spojení) raketoplánu k ruské kosmické stanici Mir. Tato mise měla být přípravou na následující lety amerických raketoplánů k Miru. Zároveň to byla první mise, při které letěla ve funkci pilota (resp. druhého pilota) žena - Eileen Collinsová.

## Posádka
- James D. Wetherbee (3) – velitel
- Eileen M. Collinsová (1) – pilot
- Bernard A. Harris, Jr. (2) – letový specialista 1
- C. Michael Foale (3) – letový specialista 2
- Janice E. Vossová (2) – letový specialista 3
- Vladimir G. Titov (4) – letový specialista 4

V závorkách je uvedený dosavadní počet letů do vesmíru včetně této mise.

## Přípravy na start
Po své předcházející misi STS-64, která skončila přistáním na Edwards AFB byl orbiter Discovery převezen pomocí letadla Boeing 747-SCA z Kalifornie zpět na Floridu. V Kennedyho vesmírném středisku parkoval v hale č. 2 hangáru OPF, kde se podrobil poletovým prověrkám a odstrojení. 21. listopadu 1994 technici začali montovat trojici motorů SSME a o týden později vyměnili jeden z motorků RCS a jedno hydraulické čerpadlo. 29. listopadu byl do nákladového prostoru Discovery vložen jeho náklad: modul Spacehab a autonomní družice Spartan 204.
5. ledna 1995 převezli technici orbiter Discovery do haly VAB. Tam na něho na mobilním vypouštěcím zařízení MLP čekala sestava složená z hlavní palivové nádrže ET a startovacích motorů SRB. Následující den byl Discovery připojen k nádrži ET. Jeho odvoz na startovací komplex se zdržel o 24 hodin kvůli poklesu tlaku okysličovadla jednoho z motorů RCS. Sestava se proto dostala na rampu až 10. ledna ve 20:00 EST. Zkušební odpočítávání TCDT (Terminal Countdown Demonstration Test) probíhalo 18. až 19. ledna souběžně s výměnou vadného dílu čerpadla APU č. 2. Skutečné odpočítávání začalo 29. února ve stavu T-43 hodin. V čase T-11 hodin bylo plánované přerušení odpočítávání prodlouženo, protože inerciální navigační plošina IMU 2 neprošla testy a bylo potřeba ji vyměnit.
Další průběh odpočítávání byl bezproblémový, a proto 3. února 1995 v čase 05:22:04 UT raketoplán Discovery odstartoval na svoji dvacátou misi.

## Průběh letu
V T + 125 sekund byly od nádrže ET odhozeny motory SRB, které se při dopadu na hladinu Atlantiku mírně poškodily. V čase T +511,1 sekund došlo k vypnutí motorů SSME (manévr MECO) a raketoplán se pohyboval po suborbitální dráze. Za chvíli byl 143 sekundovým zážehem motorů OMS úspěšně naveden na oběžnou dráhu. V průběhu motorického letu však selhal jeden z motorků RCS a začaly unikat pohonné hmoty. Tento fakt mohl vážně ohrozit plánované přiblížení ke stanici Mir. Po dokončení manévru OMS-2 nařídilo řídící středisko veliteli Discovery, aby natočil raketoplán do polohy, ve které bude na vadnou trysku svítit Slunce a ohřívat ji. To mělo pomoci odstranit netěsnosti ventilů. Rychlost úniku pohonných hmot se skutečně snížila.
Uvnitř Spacehabu mezitím specialisté mise rozběhli 20 experimentů. Kromě jiného také vyzkoušeli dálkový manipulátor RMS a televizní kamerou umístěnou na jeho konci zkontrolovali nákladový prostor. 4. února vypustili z nákladového prostoru prostřednictvím pružinového mechanismu kalibrační družici ODERACS. Později byla vypuštěna družice Spartan 204 a po šesti hodinách práce byla opět zachycena. Raketoplán Discovery se postupně přibližoval k Miru rychlostí 350 km za oběh. Při zkušebním zážehu motorů RCS se objevila netěsnost u další trysky, což se řídící středisko znovu rozhodlo vyřešit natočením této trysky na Slunce a zároveň uzavřením přívodu okysličovadla k poškozené trysce. Únik paliva však pokračoval a ruští odborníci se obávali, že unikající látky, především oxid dusičitý, by mohly poškodit citlivý povrch solárních panelů Miru. Na palubě Discovery mezitím pokračovaly pozorování a experimenty. Večer pilot upravil dráhu na výšku 365-375 km, kvůli čemuž se raketoplán přibližoval ke stanici jen rychlostí 144 km za oběh. 6. února v čase 14:16 a 15:02 UT proběhly další dva manévry, které opět snížily rychlost přibližování k Miru. 15:25 UT dostala posádka povolení přiblížit se k ruské stanici na původně plánovanou vzdálenost, avšak s uzavřeným rozvodem poslední problémové trysky. V 16:37 UT bylo tedy zahájeno závěrečné přibližování.

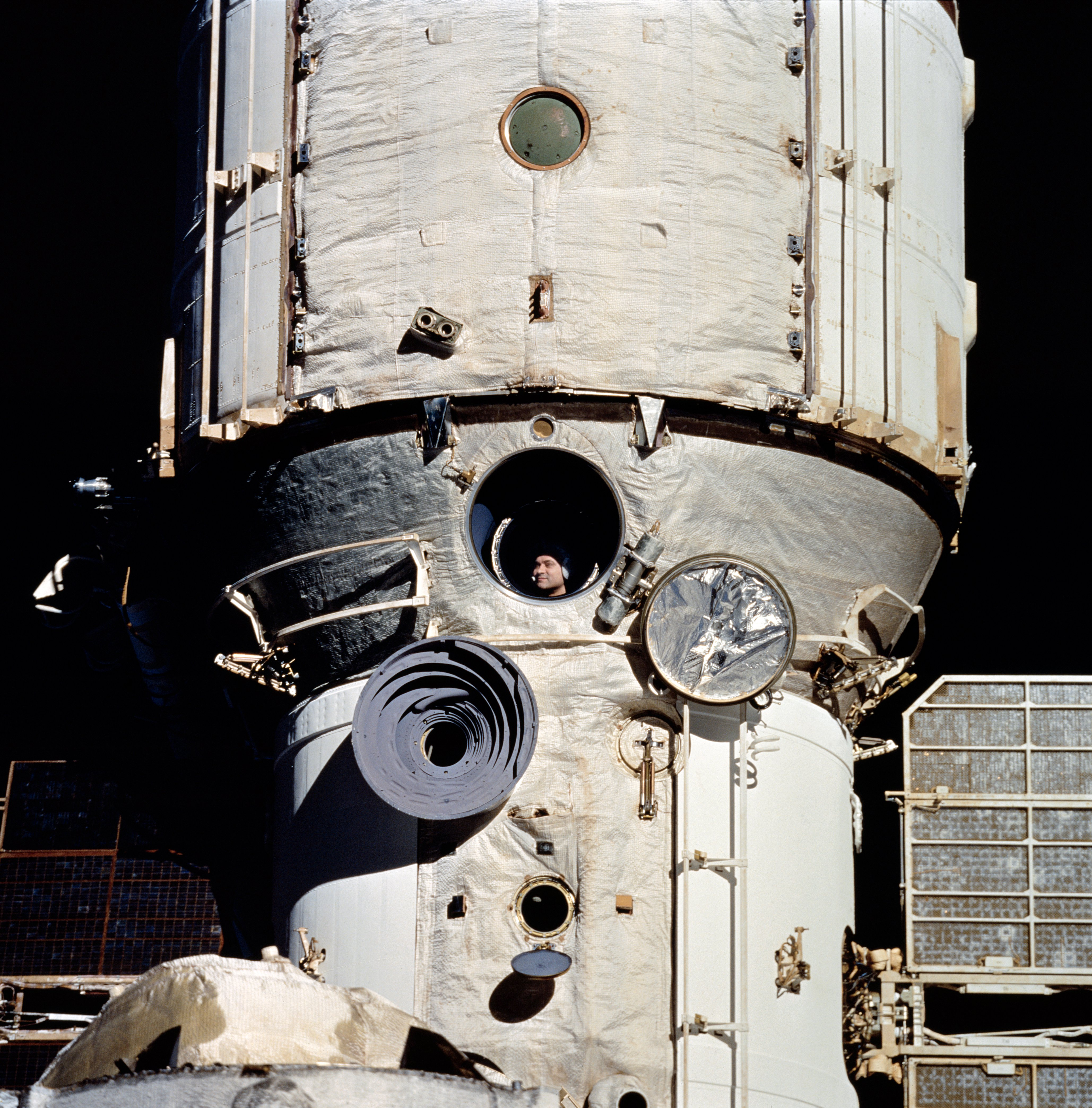
Kosmonaut Valerij Poljakov si z paluby Miru prohlíží raketoplán Discovery během jeho přiblížení

### Přiblížení k Miru
V čase 17:30 UT posádka Miru natočila stanici tak, aby spojovací uzel mířil do směru letu raketoplánu. Piloti Discovery přešli na ruční řízení a v 18:16 UT činila vzdálenost Discovery od Miru 120 metrů. Po vyrovnání rychlosti obou strojů Wetherbee za asistence Collinsové zmenšoval vzdálenost až po hranici 30 metrů, kdy byly zapojeny dva laserové dálkometry a rychlometry. Discovery dále pokračoval v přibližování stále menší rychlostí až se nakonec v 19:20 UT vůči Miru úplně zastavil. Jeho vzdálenost od stanice byla 11,3 metru. Svým otevřeným nákladovým prostorem mířil přímo proti spojovacímu uzlu na modulu Kristall. Let v těsné formaci trval přibližně 10 minut, potom se raketoplán opět vzdálil na 120 metrů a obletěl stanici. Ve 21:13 UT raketoplán začal přecházet na samostatnou oběžnou dráhu.
7. února posádka opět vypustila družici Spartan, která zahájila výzkum mezihvězdného plynu. Následující dny na palubě Spacehabu pokračovaly experimenty. 9. února byl Spartan opět zachycen. Krátce po 12:00 UT Harris a Foale vystoupili do otevřeného prostoru, aby odzkoušeli nově upravené skafandry. Harris také vyzkoušel manipulaci s družicí Spartan v beztížném stavu. Výstup ukončili v čase 16:30 UT a trval 4 hodiny 39 minut.
11. února zahájila posádka přípravy na přistání. V čase 08:04 UT byl uzavřen nákladový prostor, v 10:44 UT proběhl přistávací manévr pomocí motorů OMS. Raketoplán přistál na dráze 15 Shuttle Landing Facility na Kennedyho vesmírném středisku. Hlavní podvozek dosedl na dráhu v 11:50:19 UT, přední v 11:50:33 a orbiter se zastavil v 11:51:39 UT.